# Manuel Orantes
Manuel Orantes Corral (Granada, 6 de febrero de 1949) es un extenista español de éxito en los años 1970 y 80.
En total, ganó 34 títulos individuales, incluyendo Roma (1972), Hamburgo (1972 y 1975), Estados Unidos (1975), Canadá (1975) y el Masters de 1976. También alcanzó 38 finales, siendo las más importantes Roland Garros (1974), Cincinnati (1973), Montecarlo (1970), Canadá (1973 y 1974), Roma (1973 y 1975), y Hamburgo (1976 y 1977). Entre sus grandes logros está ser el segundo jugador de toda la historia de la ATP con más partidos ganados sobre tierra batida después de Guillermo Vilas y ser el español con más partidos ganados en tierra batida por delante de Rafael Nadal, con 569 partidos ganados. 

## Biografía
Orantes nació en Granada, a la edad de tan solo dos años se trasladó a Barcelona como tantas otras familias del resto de España que emigraron a Cataluña. vivió su infancia en el seno de una familia humilde junto a sus tíos en las barracas de Francisco alegre y posteriormente se trasladó al Barrio de la Florida,  Hospitalet de Barcelona. A la edad de 8 años comenzó como recoge pelotas en el club de Tenis de la Salut, donde fue entrenado por el descubridor de talentos Pedro Mora, que para Orantes fue su mejor entrenador y persona que más influyó en su carrera tenística.
En 1966, dio sus primeros golpes deportivos cuando conquistó los títulos juniors de Wimbledon y el Orange Bowl. En 1968, le ganó a la gran figura del tenis español de la época Manuel Santana en la final del torneo de Madrid.
Participó en los Juegos Olímpicos de México 1968 ganando la medalla de plata, perdiendo ante su compatriota Santana. Sin embargo, el tenis estuvo presente en la cita olímpica como deporte de exhibición y, por lo tanto, no contó para el computo final. Ganaría la medalla de oro en los Juegos Mediterráneos de 1971 celebrados en la ciudad turca de Esmirna, venciendo en la final a su también compatriota Juan Gisbert.
En 1969, consiguió su primer título oficial, reconocido por la ATP en el torneo de Barcelona donde derrotó nuevamente a Santana en la final. Orantes consiguió el prestigioso torneo catalán en otras 2 oportunidades y fue campeón español en los años en 1967, 1970, 1971, 1974, 1975 y 1979. Ha conseguido muchos de los torneos más importantes sobre tierra batida incluyendo Roma, Hamburgo, Montecarlo, Madrid y Barcelona y se mantiene como el segundo tenista español con más títulos en la Era Abierta, por detrás de Rafael Nadal, con 34 títulos uno más que Conchita Martínez que consiguió 33.Orantes consiguió alcanzar 115 finales Atp, entre individual y doble, una cifra que lo coloca en los lugares más altos de la historia del tenis mundial. 
En 1974, alcanzó la final de Roland Garros, el más importante torneo sobre canchas de tierra batida y uno de los 4 Grand Slam. Allí, fue derrotado por la joven promesa sueca, el legendario Björn Borg en 5 sets, luego de haber ganado los dos primeros. Un año antes había alcanzado a ser el n.º 2 del mundo.
En 1975, consiguió el título más importante de su carrera. El 7 de septiembre, derrotó al favorito Jimmy Connors en la final del US Open en Forest Hills, Nueva York, ganando así su único torneo del Grand Slam. Ganó la final en sets corridos cuando el torneo se jugaba sobre arcilla verde (cancha lenta).
En 1976, conquistó su segundo gran título al derrotar al polaco Wojciech Fibak en la final del Masters de Houston sobre moqueta sintética. 
Su último título lo logró en el año 1982 al ganar el torneo de Bournemouth.
Además, a lo largo de su carrera ganó 23 títulos en la categoría de dobles, entre los cuales destacan el Masters, Hamburgo en 1975 y Canadá en 1974. Alcanzó 20 finales de dobles, incluyendo Roland Garros en 1978, Canadá en 1976 y Hamburgo en 1973,su mejor ranking de dobles fue el número 2 del mundo en 1976.
Fue capitán de Copa Davis y de las olimpiadas de Barcelona 1992. En su faceta como entranador destaca, haber creado lo que se denomino como grupo Bimbo y formar a un grupo de jugadores infantiles, en el C. E Bonasport, entre los niños/niñas que escogió destacan los siguientes nombres Alex Corretja, Albert Costa, Alberto Berasategui, Conchita Martinez y Arantxa Sánchez Vicario. Claramente ha sido una figura clave en la formación de dichos jugadores, y de los Éxitos posteriores del tenis Español. Con el Bonasport, club en el que formó su escuela en 1986 junto con su mentor y amigo Pedro Mora logró éxitos a nivel juvenil sin precedentes, obteniendo para dicho club, más de 150 campeonatos de Cataluña, 7 de España y tres internacionales. 
El 15 de abril de 2012 ingresó en el Salón de la Fama del Tenis como reconocimiento a su gran carrera deportiva.

## Copa Davis
Fue el estandarte del equipo español de Copa Davis entre 1967 y 1980, consiguiendo un récord de 60 victorias y 27 derrotas en partidos de la Copa Davis. 
En 1967, colaboró con el arribo hasta la final para su país aunque perdió 5 de los 6 partidos que jugó, tres de ellos en la final ante Australia en Brisbane.
Fue también miembro del equipo español ganador de la primera edición de la Copa del Mundo por Equipos en 1978 en la que derrotaron a Australia en la final
Luego de su retiro del tenis, Orantes fue capitán de Copa Davis para España hasta el año 1992 cuando se retiró tras algunos conflictos con los jugadores Emilio Sánchez Vicario y Sergio Casal.

## Torneos de Grand Slam

### Campeón individuales (1)
| Año  | Torneo  | Oponente en la final | Resultado   |
| 1975 | US Open | Jimmy Connors        | 6-4 6-3 6-3 |

### Finalista individuales (1)
| Año  | Torneo        | Oponente en la final | Resultado           |
| 1974 | Roland Garros | Björn Borg           | 6-2 7-6 0-6 1-6 1-6 |

### Finalista en dobles (1)
| Año  | Torneo        | Pareja        | Oponentes en la final     | Resultado   |
| 1978 | Roland Garros | José Higueras | Gene Mayer / Hank Pfister | 3-6 2-6 2-6 |

## Títulos en la Era Abierta (56)

### Individuales (34)
| Grand Slam (1)         |
| Tennis Masters Cup (1) |
| ATP Tour (32)          |

| N.º | Fecha                    | Torneo                                      | Superficie    | Oponente en la final | Resultado             |
| --- | ------------------------ | ------------------------------------------- | ------------- | -------------------- | --------------------- |
| 1.  | 4 de octubre de 1969     | Barcelona, España                           | Tierra batida | Manolo Santana       | 6-4 7-5 6-4           |
| 2.  | 18 de octubre de 1971    | Barcelona WCT, España                       | Tierra batida | Robert Lutz          | 6-4 6-3 6-4           |
| 3.  | 20 de marzo de 1972      | Caracas, Venezuela                          | Dura          | Haroon Rahim         | 6-4 7-5 6-4           |
| 4.  | 24 de abril de 1972      | Roma, Italia                                | Tierra batida | Jan Kodeš            | 4-6 6-1 7-5 6-2       |
| 5.  | 15 de mayo de 1972       | Bruselas, Bélgica                           | Tierra batida | Andrés Gimeno        | 6-4 6-1 2-6 7-5       |
| 6.  | 5 de junio de 1972       | Hamburgo, Alemania                          | Tierra batida | Adriano Panatta      | 6-3 9-8 6-0           |
| 7.  | 10 de julio de 1972      | Bastad, Suecia                              | Tierra batida | Ilie Năstase         | 6-4 6-3 6-1           |
| 8.  | 2 de abril de 1973       | Valencia, España                            | Tierra batida | Adriano Panatta      | 6-4 6-4 6-3           |
| 9.  | 22 de abril de 1973      | Niza, Francia                               | Tierra batida | Adriano Panatta      | 7-6 5-7 4-6 7-6 12-10 |
| 10. | 5 de agosto de 1973      | Louisville, Estados Unidos                  | Tierra batida | John Newcombe        | 3-6 6-3 6-4           |
| 11. | 13 de agosto de 1973     | Indianápolis, Estados Unidos                | Tierra batida | Georges Goven        | 6-4 6-1 6-4           |
| 12. | 3 de marzo de 1975       | El Cairo, Egipto                            | Tierra batida | Francois Jauffret    |                       |
| 13. | 23 de marzo de 1975      | Montecarlo WCT, Mónaco                      | Tierra batida | Bob Hewitt           | 6-2 6-4               |
| 14. | 12 de mayo de 1975       | Bournemouth, Gran Bretaña                   | Tierra batida | Onny Parun           | 6-3 4-6 6-2 7-5       |
| 15. | 19 de mayo de 1975       | Hamburgo, Alemania                          | Tierra batida | Jan Kodeš            | 3-6 6-2 6-2 4-6 6-1   |
| 16. | 7 de julio de 1975       | Bastad, Suecia                              | Tierra batida | José Higueras        | 6-0 6-3               |
| 17. | 4 de agosto de 1975      | Indianápolis, Estados Unidos                | Tierra batida | Arthur Ashe          | 6-2 6-2               |
| 18. | 11 de agosto de 1975     | Toronto, Canadá                             | Tierra batida | Ilie Năstase         | 7-5 6-0 6-1           |
| 19. | 27 de agosto de 1975     | US Open, Nueva York, Estados Unidos         | Tierra batida | Jimmy Connors        | 6-4 6-3 6-3           |
| 20. | 28 de marzo de 1976      | Valencia, España                            | Tierra batida | Kjell Johansson      | 6-2 6-2 6-2           |
| 21. | 4 de mayo de 1976        | Múnich, Alemania                            | Tierra batida | Karl Meiler          |                       |
| 22. | 18 de julio de 1976      | Kitzbühel, Austria                          | Tierra batida | Jan Kodeš            | 7-6 6-2 7-6           |
| 23. | 4 de octubre de 1976     | Teherán, Irán                               | Tierra batida | Raúl Ramírez         | 7-6 6-0 2-6 6-4       |
| 24. | 11 de octubre de 1976    | Madrid, España                              | Tierra batida | Eddie Dibbs          | 7-6 6-2 6-1           |
| 25. | 18 de octubre de 1976    | Barcelona, España                           | Tierra batida | Eddie Dibbs          | 6-1 2-6 2-6 7-5 6-4   |
| 26. | 5 de diciembre de 1976   | Tennis Masters Cup, Houston, Estados Unidos | Moqueta       | Wojciech Fibak       | 5-7 6-2 0-6 7-6 6-1   |
| 27. | 8 de agosto de 1977      | Indianápolis, Estados Unidos                | Tierra batida | Jimmy Connors        | 6-1 6-3               |
| 28. | 23 de agosto de 1977     | Boston, Estados Unidos                      | Tierra batida | Eddie Dibbs          | 7-6 7-5 6-4           |
| 29. | 31 de octubre de 1977    | Tokio Outdoor, Japón                        | Tierra batida | Kim Warwick          | 6-2 6-1               |
| 30. | 21 de agosto de 1978     | Boston, Estados Unidos                      | Tierra batida | Harold Solomon       | 6-4 6-3               |
| 31. | 22 de mayo de 1979       | Múnich, Alemania                            | Tierra batida | Wojciech Fibak       | 6-3 6-2 6-4           |
| 32. | 14 de septiembre de 1981 | Palermo, Italia                             | Tierra batida | Pedro Rebolledo      | 6-4 6-0 6-0           |
| 33. | 19 de abril de 1982      | Bournemouth, Gran Bretaña                   | Tierra batida | Ángel Giménez        | 6-2 6-0               |

### Finalista en individuales (38)
- 1968: Kingston (pierde ante Tom Okker)
- 1969 Kitzbühel (pierde ante Manuel Santana)
- 1970: Montecarlo (pierde ante Željko Franulović)
- 1970: Buenos Aires (pierde ante Željko Franulović)
- 1971: Caracas (pierde ante Thomaz Koch)
- 1971: kitzbuhel( no se disputó la final)
- 1972: Johannesburgo-1 (pierde ante Cliff Richey)
- 1972: South Orange (pierde ante Ilie Năstase)
- 1972: Barcelona (pierde ante Jan Kodeš)
- 1973: Roma (pierde ante Ilie Năstase)
- 1973: Bastad (pierde ante Stan Smith)
- 1973: Kitzbühel (pierde ante Raúl Ramírez)
- 1973: Cincinnati (pierde ante Ilie Năstase)
- 1973: Montreal (pierde ante Tom Okker)
- 1973: Barcelona (pierde ante Ilie Năstase)
- 1974: Roland Garros (pierde ante Björn Borg)
- 1974: Gstaad (pierde ante Guillermo Vilas)
- 1974: Montreal (pierde ante Guillermo Vilas)
- 1974: Barcelona (pierde ante Ilie Năstase)
- 1974: Buenos Aires (pierde ante Guillermo Vilas)
- 1975: Valencia (pierde ante Ilie Năstase)
- 1975: Madrid (pierde ante Ilie Năstase)
- 1975: Roma (pierde ante Raúl Ramírez)
- 1975: Tokio (pierde ante Raúl Ramírez)
- 1975: Calcuta (pierde ante Vijay Amritraj)
- 1976: Bournemouth (pierde ante Wojciech Fibak)
- 1976: Hamburgo (pierde ante Eddie Dibbs)
- 1976: Dusseldorf (pierde ante Björn Borg)
- 1976: Pepsi Grand Slam (pierde ante Ilie Năstase)
- 1976: Londres (pierde ante Raúl Ramírez)
- 1976: Estocolmo (pierde ante Mark Cox)
- 1977: Hamburgo (pierde ante Paolo Bertolucci)
- 1977: North Conway (pierde ante John Alexander)
- 1977: Barcelona (pierde ante Björn Borg)
- 1977: Manila (pierde ante Karl Meiler)
- 1979: Madrid (pierde ante Yannick Noah)
- 1980: Niza (pierde ante Björn Borg)
- 1983: Niza (pierde ante Henrik Sundström)

## Títulos no ATP
- Listado de títulos en torneos y exhibiciones no pertenecientes a la ATP (Asociación de Tenistas profesionales) y, por tanto, no puntuables para el ranking ATP.

### Ganados (1)
| N.º | Año  | Torneo                          | Oponente en la final | Resultado     |
| 1.  | 1971 | Juegos Mediterráneos de Esmirna | Juan Gisbert         | 6-3, 6-1, 6-3 |

## Estilo
En su juego, muy completo, preciosista y con mucho toque, destacaba especialmente su magnífico revés cortado. 
Jugador enormemente talentoso.
Aunque obtuvo importantes triunfos en todas las superficies fue sobre tierra batida donde mejor se desenvolvió en torneos de Grand Slam (en tierra batida ganó el US Open de 1975 contra Jimmy Connors en la final y perdió contra Björn Borg la final de Roland Garros de 1974). 
Junto con Manuel Santana y José Higueras lideró el tenis español entre finales de los 60 hasta principios de los 80, siendo un referente hasta hoy en día por su carisma y talento, pionero junto a Santana del tenis español en cuanto a triunfos importantes antes de las exitosas generaciones que empezaron a llegar en los años 1990 hasta la actualidad.
Tuvo una importante lesión en el codo tras la que cambió de raqueta. Abandonó la Slazenger de madera cambiando a una del mismo fabricante en aluminio, lo que favoreció su potencia